# A-Teens

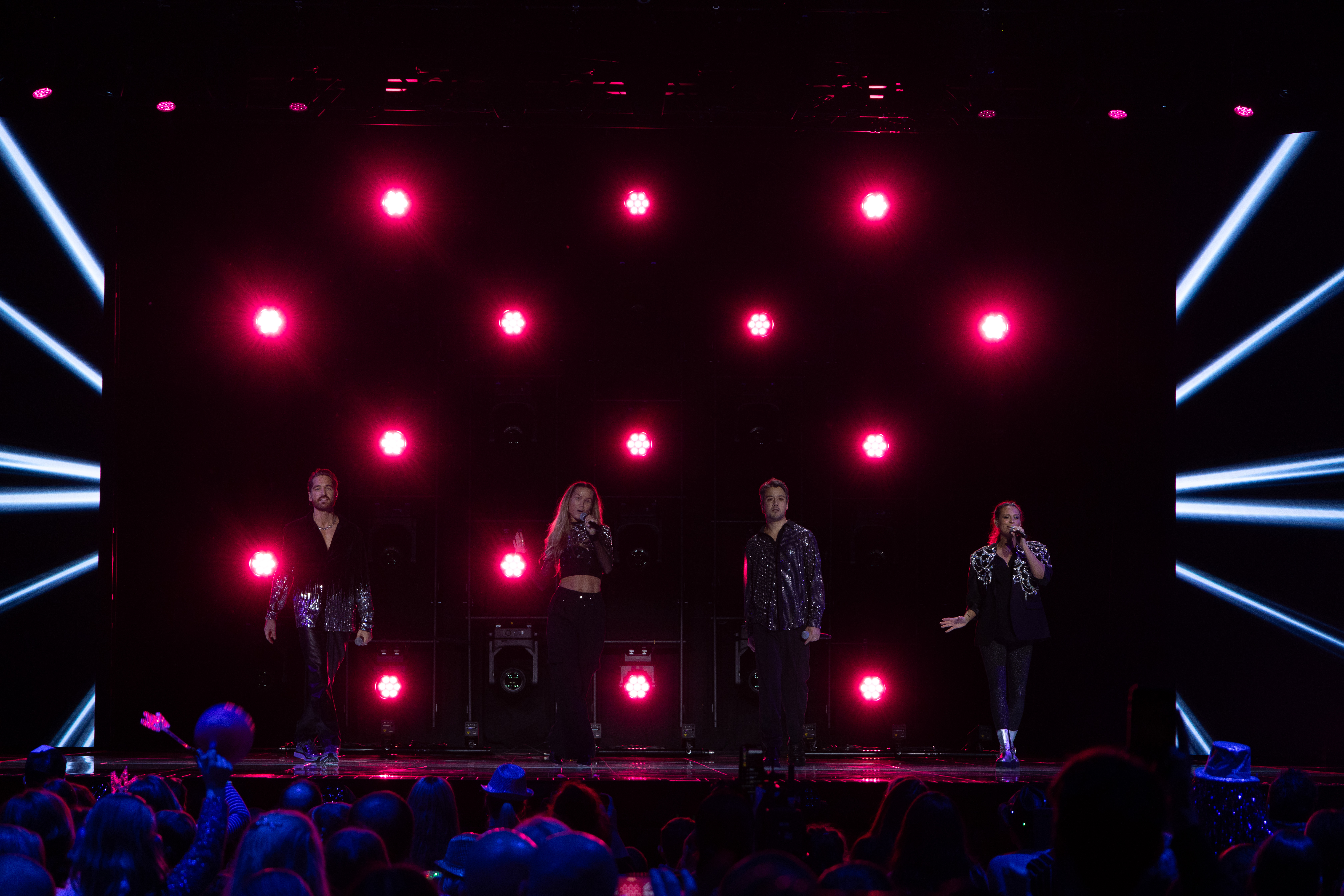
A-Teens på scen vid 25-årsjubileumet.

A-Teens, tidigare kända som Abba Teens, är en popgrupp från Stockholm bestående av Marie Serneholt, Sara Lumholdt, Dhani Lennevald samt Amit Paul som först var aktiv åren 1998-2006 samt återigen från 2024.
Gruppen bildades 1998 av Niklas Berg på skivbolaget Stockholm Records i syfte att göra covers i moderna versioner på den svenska popgruppen Abba:s låtar. Vid den tiden pågick förberdelserna för 25-årsjubileet för Abba:s stora genombrott med Waterloo 1974. Gruppen bildades då Serneholt, Lumholdt, Lennevald, och Paul förenades under gruppnamnet Abba Teens. På begäran från Björn Ulvaeus och Benny Andersson från Abba, fick gruppen byta namn till A-Teens för att undvika förväxling.
I maj 1999 debuterade de med singeln "Mamma Mia", och i augusti samma år släpptes debutalbumet The Abba Generation. I oktober 2001 meddelades att gruppen sålt sex miljoner album världen över.
Bandets musikvideo för "Dancing Queen" är väldigt likt John Hughes film The Breakfast Club. Dessutom spelades rektorn i musikvideon av Paul Gleason, samma skådespelare som var rektorn i filmen.
På efterföljande musikalbum frångick gruppen att göra covers och framförde i stället originallåtar. Senare har de även gjort en cover på Elvis Presleys "Can't Help Falling in Love", som i sin tur blev ledmotivet till Disneyfilmen Lilo & Stitch. Innan dess hade gruppen också sjungit in ledmotivet till en annan Disneyfilm; En prinsessas dagbok.
I april 2004 meddelade gruppen att man tänkte ta en paus efter utgivningen av samlingsalbumet Greatest Hits i maj samma år. I början av 2006 gav Marie Serneholt ut sitt debutalbum, och den 15 april samma år meddelades det att A-Teens är nedlagd som grupp. I april 2008 gav Amit Paul ut sitt debutalbum Songs in a Key of Mine.
I den första deltävlingen av Melodifestivalen 2024 återförenades gruppen och uppträdde inför publiken som mellanakt i tävlingen för att dels fira 50-årsjubileet av Abba:s vinst i Melodifestivalen 1974, dels för att fira 25-årsjubileet av sitt eget bildande som grupp 1999. Detta var gruppens första officiella framträdande ihop sedan de splittrades 2006.

## Diskografi
A-Teens släppte mellan 1999 och 2004 flera musikvideor, singlar och följande album.
| Titel               | Utgivning |
| ------------------- | --------- |
| The Abba Generation | 1999      |
| Teen Spirit         | 2001      |
| Pop 'til You Drop!  | 2002      |
| New Arrival         | 2003      |
| Greatest Hits       | 2004      |
| 14 Hits             | 2004      |